# Média-Participations
Média-Participations mit Sitz in Paris ist ein französischer Medienkonzern. Der Verlag ist heute der viertgrößte Verlagskonzern Frankreichs und Hauptherausgeber frankobelgischer Comics. Von den 50 Mio. Büchern, die jährlich veröffentlicht werden, sind 16 Mio. Comics. Die Auflage von Zeitschriften erreichen 22 Mio. jährlich, es werden 1,7 Mio. DVDs verkauft. Die Gruppe gibt jährlich ca. 3800 Publikationen heraus. Im Portfolio finden sich ca. 40 Verlage wie Dupuis, Dargaud, Le Lombard und Fleurus.

## Geschichte
Média-Participations wurde 1986 von Rémy Montagne gegründet, einem Politiker, der drei Jahrzehnte lang Mitglied des Französischen Parlaments war, bevor er ins Mediengeschäft einstieg. Bereits 1981 hatte er die vom Konkurs bedrohte Wochen-Zeitschrift Famille chrétienne übernommen und nach und nach in der Gesellschaft Ampère mehrere christliche Verlagshäuser wie Fleurus und Mame gesammelt. 1986 änderte die Gesellschaft ihren Namen in "Média-Participations" und verlegte den Schwerpunkt auf Frankobelgische Comics, was mit dem Ankauf von Le Lombard 1986 und Dargaud 1988 begann. Bereits 1986 wurden auch die éditions Desclée und der Video-Verlag vidéo Citel erworben. 1989 folgten Tardy und Droguet & Ardant. Nach dem Tod von Rémy Montagne 1991 übernahm sein Sohn Vincent die Gesellschaft.
Durch Citel erwarb die Gruppe 1992 die Rechte an der Zeichentrickserie Les Aventures de Tintin (Zeichentrickserie) und 1994 die Produktionsfirma Marina Productions, wodurch Dargaud Media entstand. 
2001 erwarb Média-Participations die Aktien von Éditions Chronique, eines Kunstbuch-Verlags, und die Rechte an den Comic-Serien Cubitus, Achille Talon und Boule & Bill. Außerdem wurde der Fernsehkanal Télé Mélody eingeführt, den Média-Participations als Hauptaktionär betreibt. 2002 wurde die Tochtergesellschaft MDS (distribution) gegründet und Dourdan und der Animationsproduktion Storimages erworben.
2003 wurden Ellipsanime zusammen mit dem Mutterkonzern StudioExpand sowie Groupe Canal+ und Éditions Mango erworben.
2004 erwarb Média-Participations auch Dupuis vom belgischen Milliardär Albert Frère, nachdem ein Gebot auf Editis scheitert. Erneut gab Média-Participations 2008 ein Gebot auf Editis ab, diesmal für € 1 Mrd.
Mit Michelin (Éditions des Voyages Michelin) konnte ein Kooperationsvertrag vereinbart werden und die Éditions Champflour wurden erworben.
2006 wurde der Kana Home Video-Kanal aufgebaut.
2008 wurde ein Vertriebsvereinbarung mit der englischen Mediengruppe Pearson ausgehandelt und ein Anteil an PGV Maison erworben.
2009 übernahm die Gruppe zudem die französische Software-Firma Anuman Interactive und erwarb Anteile an der Buchhandelskette La Procure.
2010 wurde das Internet-Comic-Portal Izneo geschaffen und die Éditions Huginn et Muninn.
2011 wurde Gravity Europe anteilig übernommen und ein Lizenzvertrag mit Time Warner über Lizenzen zu den Personen der DC Comics ausgehandelt.
Zur Gruppe gehört auch die Presseagentur I.Média mit Sitz im Vatikan.

## Animation Digital Network
Animation Digital Network (kurz ADN) ist eine Video-on-Demand-Plattform für Animes. Die Plattform startete am 16. Oktober 2013 als Anime Digital Network und entstand aus der Fusion der Plattformen KZPlay und Genzai. Zum Start standen über 4000 Serien-Folgen und mehr als 50 Filme zur Verfügung, weiterhin wurden zum Start 12 Serien im Simulcast angeboten. ADN bietet auch einen Webshop an, bei dem DVDs und Blu-Rays aus dem Kazé-Portfolio erworben werden können. Anime Digital Network war zu Beginn ein Joint Venture zwischen Crunchyroll SAS und Citel. Crunchyroll gab am 27. Juli 2022 bekannt, dass man sich von Anime Digital Network trennt und Média-Participations nun der alleinige Eigentümer der Plattform ist. Im Zuge dieser Übername wurde die Plattform von Anime Digital Network zu Animation Digital Network umgetauft. 
Am 22. November 2023 wurde im Rahmen einer Stellenausschreibung bekannt, dass ADN international expandieren will und damit in Deutschland beginnen wird. Schließlich 2023 weitete ADN sein Angebot am 2. Dezember 2023 auf Deutschland aus, dazu wurde eine de-Domain registriert und die Oberfläche auf Deutsch übersetzt. Zum Start des deutschen Ablegers standen 20 Titel zur Verfügung.

## Verlagsprogramm

### Comics
Comics und Mangas werden durch sechs verschiedene Verlage veröffentlicht: die Comics für die breite Öffentlichkeit von Dupuis, Dargaud und Le Lombard, und die spezialisierten Verlage für Mangas, Kana, sowie Lucky Comics (für Lucky Luke) und Blake et Mortimer.

### Animation
- Citel Vidéo
- Kana Home Video
- Dargaud Media
- Dupuis Audiovisuel

### Magazine
- Spirou (Dupuis)
- Famille chrétienne (Edifa)
- verschiedene Magazine von Rustica (z. B.: Système D)

### Buchverlage
- Editions Chronique (Thematische Publikationen)
- Le Ballon (Kinderbücher)
- Fleurus

### Computer- und Videospiele
Entwickler und Publisher Microids (ehemals Anuman Interactive).